# Yuba (artista)
Moussa Habboune, conosciuto come Yuba (Dcheira El Jihadia, 1968), è un poeta e cantante berbero con cittadinanza marocchina, nativo della regione Sous.

## Biografia
Moussa Habboune è nato nel 1968 a Dcheira El Jihadia, nei pressi di Agadir in Marocco.
Le sue canzoni parlano del popolo berbero, della sua identità, della sua cultura e dei suoi problemi.
In questo senso, può essere considerato come un membro importante della new wave (Mohamed Mallal, Tirit, Khalid Izri, Amarg Fusion, Chim, AZA, Tafsut, Baha Lahcen, Tafwet ecc.) della musica berbera, nata dalla lotta pacifica del popolo Amazigh per contrastare dal panarabismo la propria cultura, lingua e politica economica del Nordafrica.
Yuba ha prodotto due album.

## Discografia

### Album studio
- 1999 - Tawargit
- 2005 - Itran azal

### Collaborazioni
- 2008 - Ode to Ancestral Healing di Boddhi Satva
- 2009 - Ayele di Boddhi Satva

### Partecipazioni
- 1997 - L'ame de l'Afrique - partecipa con il brano Dom